# Havila Group
Die norwegische Havila Group mit Sitz in Fosnavåg ist eine in Privatbesitz befindliche Unternehmensgruppe.
Die Gruppe wurde 1997 von Per Sævik und seinen Kindern Njål Sævik, Hege Sævik Rabben und Vegard Sævik gegründet und befindet sich noch heute im Familienbesitz. Keimzelle der Gruppe waren die Fischerei-Aktivitäten der Familie Sævik.
Die Unternehmensgruppe ist in folgenden Bereichen aktiv:
- Tourismus: Die Gruppe besitzt mehrere Hotels in Norwegen und auf den Färöern. Zudem betreibt die Tochtergesellschaft Havila Kystruten AS einen Teil der täglichen Fahrten auf der Postschifflinie entlang der norwegischen Nord- und Westküste.
- Offshore/Fischerei: Havila besitzt mehrere Reedereien, die sowohl den Fischfang als auch die Versorgung der Offshore-Ölindustrie betreiben. Hierzu gehört unter anderem die Reederei Havila Shipping.
- Transport. Der Havila Group gehören 50 % der Aktien der norwegischen Fährreederei Fjord1. Des Weiteren bestehen Beteiligungen an der färingischen Fährreederei Smyril Line[2] und der norwegischen Fluggesellschaft Widerøe[3].
- Immobilien